# Amelia Andersdotter
Amelia Andersdotter, přechýleně Amelia Andersdotterová (* 30. srpna 1987 Enköping, Švédsko) je švédská politička a od roku 2009 poslankyně Evropského parlamentu za Pirátskou stranu.

## Osobní život
Narodila se 30. srpna 1987 poblíž Uppsaly jako první ze tří dětí novinářky Lotty Lilleové a učitele Anderse Lundquista. Vystudovala gymnázium v Uppsale a poté studovala matematiku, fyziku, španělštinu a obchodní právo na Lundské univerzitě, nicméně než stihla školu dokončit, byla zvolena poslankyní.
Žila v různých částech Evropy, např. v Lundu, Uppsale, Bukurešti a Gentu. V současnosti žije v Bruselu.

## Politická kariéra
K Pirátské straně se přidala krátce po jejím vzniku v roce 2006. Mezi červnem 2007 a březnem 2010 byla mezinárodní koordinátorkou pro Ung Pirat, stranické mládežnické křídlo. V roce 2009 byla umístěna na druhé místo kandidátky Pirátské strany pro volby do Evropského parlamentu. I když Pirátská strana získala ve volbách v souladu s Niceskou smlouvou pouze jedno křeslo, podle Lisabonské smlouvy, která vešla v platnost v prosinci toho roku, získala i druhé. Obtíže s ratifikačním procesem Lisabonské smlouvy způsobily, že druhý mandát vznikl až v prosinci 2011. Nyní je nejmladším poslancem Evropského parlamentu.
Od svého zvolení se zaměřuje na informační politiku. Je členkou parlamentního výboru pro průmysl, výzkum a energetiku (ITRE) a náhradní členkou výboru pro mezinárodní obchod (INTA) a výboru pro rozpočtovou politiku (CONT). Je také členkou parlamentní delegace pro vztahy s Korejským poloostrovem a náhradní členkou delegace pro vztahy s Andským společenstvím.